# Halbmarathon-Weltmeisterschaften 2016
Die 22. Halbmarathon-Weltmeisterschaften (offiziell: IAAF World Half Marathon Championships 2016) wurden am 26. März 2016 in Cardiff ausgetragen. Der Leichtathletikweltverband IAAF hatte die Veranstaltung in seiner Sitzung vom 15. November 2013 an die walisische Hauptstadt vergeben. Damit fand der Wettbewerb zum vierten Mal im Vereinigten Königreich und zum ersten Mal in Wales statt.
Für Amateursportler bestand die Möglichkeit, an einem Massenrennen teilzunehmen, das zeitgleich mit dem Elitefeld der Männer gestartet wurde. Etwa 16.000 Teilnehmer gingen dabei an den Start. Die Strecke war identisch mit der des Cardiff-Halbmarathons, der seit 2003 jährlich im Oktober ausgetragen wird.

## Ergebnisse

### Männer

#### Einzelwertung
| Platz | Athlet                    | Land | Zeit (min/h) |
| ----- | ------------------------- | ---- | ------------ |
| 1     | Geoffrey Kipsang Kamworor | KEN  | 0:59:10      |
| 2     | Bedan Karoki Muchiri      | KEN  | 0:59:36      |
| 3     | Mo Farah                  | GBR  | 0:59:59      |
| 4     | Abayneh Ayele             | ETH  | 0:59:59      |
| 5     | Tamirat Tola              | ETH  | 1:00:06      |
| 6     | Simon Cheprot             | KEN  | 1:00:12      |
| 7     | Abrar Osman               | ERI  | 1:00:58      |
| 8     | Mule Wasihun              | ETH  | 1:01:11      |

#### Teamwertung
| Platz | Land und Athleten                                                                 | Zeit (h)                        |
| ----- | --------------------------------------------------------------------------------- | ------------------------------- |
| 1     | Kenia Geoffrey Kipsang Kamworor (1.) Bedan Karoki Muchiri (2.) Simon Cheprot (6.) | 2:58:58 0:59:10 0:59:36 1:00:12 |
| 2     | Äthiopien Abayneh Ayele (4.) Tamirat Tola (5.) Mule Wasihun (8.)                  | 3:01:16 0:59:59 1:00:06 1:01:11 |
| 3     | Eritrea Abrar Osman (7.) Nguse Amlosom (13.) Hiskel Tewelde (17.)                 | 3:06:18 1:00:58 1:01:54 1:03:26 |

### Frauen

#### Einzelwertung
| Platz | Athletin                    | Land | Zeit (h) |
| ----- | --------------------------- | ---- | -------- |
| 1     | Peres Jepchirchir           | KEN  | 1:07:31  |
| 2     | Cynthia Jerotich Limo       | KEN  | 1:07:34  |
| 3     | Mary Wacera Ngugi           | KEN  | 1:07:54  |
| 4     | Netsanet Gudeta             | ETH  | 1:08:01  |
| 5     | Genet Yalew                 | ETH  | 1:08:15  |
| 6     | Gladys Chesir Kiptagelai    | KEN  | 1:08:46  |
| 7     | Paskalia Chepkorir Kipkoech | KEN  | 1:09:44  |
| 8     | Dehininet Demsew            | ETH  | 1:10:13  |

#### Teamwertung
| Platz | Land und Athletinnen                                                           | Zeit (h)                        |
| ----- | ------------------------------------------------------------------------------ | ------------------------------- |
| 1     | Kenia Peres Jepchirchir (1.) Cynthia Jerotich Limo (2.) Mary Wacera Ngugi (3.) | 3:22:59 1:07:31 1:07:34 1:07:54 |
| 2     | Äthiopien Netsanet Gudeta (4.) Genet Yalew (5.) Dehininet Demsew (8.)          | 3:26:29 1:08:01 1:08:15 1:10:13 |
| 3     | Japan Yuka Andō (10.) Miho Shimizu (14.) Mizuki Matsuda (17.)                  | 3:32:25 1:10:34 1:10:51 1:11:00 |